# ローズ・ボランテ
ロセ・ボランテ・シウバ（ポルトガル語: Rose Volantê Silva、1982年8月12日 - ）は、ブラジルのプロボクサーである。元WBO女子世界ライト級王者。

## 来歴
- 2014年5月3日、プロデビュー戦でErika Karolina Araujoに2回KO勝利。
- 2015年4月27日、プロ5戦目でMaria Carina BritoとのWIBAインターナショナルライト級王座決定戦に臨み、6回TKOでプロ初タイトル獲得。
- 2015年9月19日、Maria Elena MadernaとのWBCラテン女子ライト級王座決定戦に臨み、2回KOで王座獲得。
- 2017年12月22日、敵地アルゼンチン・サン・サルバドール・デ・フフイにてブレンダ・カラバハルとのWBO女子世界ライト級王座決定戦に挑み、2-0判定を制しプロ10戦目で世界王座を獲得した。
- 2018年4月21日、Lourdes Borbuaに5回TKO勝利してWBO王座初防衛に成功。
- 2018年9月29日、Yolis Marrugo Francoに3回TKO勝利でWBO王座2度目の防衛に成功。
- 2019年3月15日、アメリカ・フィラデルフィアにてWBA・IBF王者ケイティー・テイラーとの3団体王座統一戦に挑むが、9回TKOで敗れWBO王座陥落[1][2]。
- 2020年12月4日、再起戦としてHalanna Dos Santosと対戦し3-0判定勝利。

## 獲得タイトル
- WIBAインターナショナルライト級王座決定戦
- WBCラテン女子ライト級王座
- WBO女子世界ライト級王座（防衛2=陥落）